# 27e législature de la Colombie-Britannique

La 27e législature de la Colombie-Britannique a siégé de 1964 à 1966. Ses membres sont élus lors de l'élection générale de 1963 (en). Le Parti Crédit social de la Colombie-Britannique dirigé par W. A. C. Bennett forme un gouvernement majoritaire. Le Nouveau Parti démocratique de la Colombie-Britannique (NPD) de Robert Strachan forme l'opposition officielle.
William Harvey Murray est président de l'Assemblée durant l'ensemble de la législature.

## Membre de la 27elégislature
| Député | Député                         | Circonscription         | Parti         |
| ------ | ------------------------------ | ----------------------- | ------------- |
|        | Stanley John Squire            | Alberni                 | Néo-démocrate |
|        | Frank Arthur Calder            | Atlin                   | Néo-démocrate |
|        | Gordon Dowding                 | Burnaby                 | Néo-démocrate |
|        | Charles Willoughby MacSorley   | Burnaby                 | Créditiste    |
|        | William Collins Speare         | Cariboo                 | Créditiste    |
|        | William Kenneth Kiernan        | Chilliwack              | Créditiste    |
|        | James Roland Chabot            | Columbia                | Créditiste    |
|        | Daniel Robert John Campbell    | Comox                   | Créditiste    |
|        | Robert Martin Strachan         | Cowichan-Newcastle      | Néo-démocrate |
|        | Leo Thomas Nimsick             | Cranbrook               | Néo-démocrate |
|        | Ernest A. LeCours              | Delta                   | Créditiste    |
|        | Hunter Bertram Vogel           | Delta                   | Créditiste    |
|        | David Barrett                  | Dewdney                 | Néo-démocrate |
|        | Herbert Joseph Bruch           | Esquimalt               | Créditiste    |
|        | Henry Cartmell McKay           | Fernie                  | Libéral       |
|        | Ray Gillis Williston           | Fort George             | Créditiste    |
|        | Lois Haggen                    | Grand Forks-Greenwood   | Néo-démocrate |
|        | Philip Arthur Gaglardi         | Kamloops                | Créditiste    |
|        | Randolph Harding               | Kaslo-Slocan            | Néo-démocrate |
|        | Donald Frederick Robinson      | Lillooet                | Créditiste    |
|        | Anthony John Gargrave          | Mackenzie               | Néo-démocrate |
|        | David Daniel Stupich           | Nanaimo and the Islands | Néo-démocrate |
|        | Wesley Drewett Black           | Nelson-Creston          | Créditiste    |
|        | John McRae (Rae) Eddie         | New Westminster         | Néo-démocrate |
|        | George William McLeod          | North Okanagan          | Créditiste    |
|        | Jacob Francis Huhn             | North Peace River       | Créditiste    |
|        | James Gordon Gibson            | North Vancouver         | Libéral       |
|        | Raymond Joseph Perrault        | North Vancouver         | Libéral       |
|        | Alan Brock MacFarlane          | Oak Bay                 | Libéral       |
|        | Cyril Morley Shelford          | Omineca                 | Créditiste    |
|        | William Harvey Murray          | Prince Rupert           | Créditiste    |
|        | Arvid Lundell                  | Revelstoke              | Créditiste    |
|        | Donald Leslie Brothers         | Rossland-Trail          | Créditiste    |
|        | John Douglas Tidball Tisdalle  | Saanich                 | Créditiste    |
|        | Willis Franklin Jefcoat        | Salmon Arm              | Créditiste    |
|        | Francis Xavier Richter         | Similkameen             | Créditiste    |
|        | Dudley George Little           | Skeena                  | Créditiste    |
|        | William Andrew Cecil Bennett   | South Okanagan          | Créditiste    |
|        | Stanley Carnell                | South Peace River       | Créditiste    |
|        | Eric Charles Fitzgerald Martin | Vancouver-Burrard       | Créditiste    |
|        | Bert Price                     | Vancouver-Burrard       | Créditiste    |
|        | Alexander Small Matthew        | Vancouver Centre        | Créditiste    |
|        | Leslie Raymond Peterson        | Vancouver Centre        | Créditiste    |
|        | Alexander Barrett MacDonald    | Vancouver East          | Néo-démocrate |
|        | Arthur James Turner            | Vancouver East          | Néo-démocrate |
|        | Robert William Bonner          | Vancouver-Point Grey    | Créditiste    |
|        | Ralph Raymond Loffmark         | Vancouver-Point Grey    | Créditiste    |
|        | Patrick Lucey McGeer           | Vancouver-Point Grey    | Libéral       |
|        | William Neelands Chant         | Victoria City           | Créditiste    |
|        | Waldo McTavish Skillings       | Victoria City           | Créditiste    |
|        | John Donald Smith              | Victoria City           | Créditiste    |
|        | William Leonard Hartley        | Yale                    | Néo-démocrate |

## Répartition des sièges
| Parti    | Parti         | Député(s) |
| -------- | ------------- | --------- |
|          | Crédit social | 33        |
|          | Néo-démocrate | 14        |
|          | Libéral       | 5         |
| Total    | Total         | 52        |
| Majorité | Majorité      | 14        |

## Élections partielles
Aucune

## Autre(s) changement(s)
- North Okanagan: décès de George William McLeod en décembre 1965